# Semiothisa tricolorata
Semiothisa tricolorata là một loài bướm đêm trong họ Geometridae.